# Station Łuków Łapiguz
Station Łuków Łapiguz is een spoorwegstation in de Poolse plaats Łuków.